# Philautus steineri
Philautus steineri är en groddjursart som beskrevs av Madhava Meegaskumbura och Kelum Manamendra-Arachchi 2005. Philautus steineri ingår i släktet Philautus och familjen trädgrodor. Inga underarter finns listade i Catalogue of Life.